# NGC 6407
NGC 6407 (другие обозначения — ESO 139-22, PGC 60796) — линзообразная галактика (S0) в созвездии Павлин.
Этот объект входит в число перечисленных в оригинальной редакции «Нового общего каталога».